# 野馬台詩
野馬台詩（野馬臺詩、耶馬台詩、やばたいし、やまたいし）とは、日本の平安時代から室町時代に掛けて流行した予言詩。中国・梁の予言者、宝誌和尚の作とされるが、偽書の可能性が高い。日本で作られたとされるが、中国で作られたとする説もある。

## 概要
現存する文献では、「延暦九年注」（790年）として、鎌倉時代に成立した『延暦寺護国縁起』に引用された逸文が初出といわれる。引用された内容が事実ならば、奈良時代末期には作られていたことになる。また、平安時代には、『日本書紀』読解の講義録である『日本紀私記丁本』（936年、承平6年）の問答集に言及がある。それによれば、日本を「姫氏国」とする説があるかという質問に対し、宝志の予言に「東海姫氏の国」とあり、皇室は女神の天照大神を始祖とし、また女帝の神功皇后がいるから、日本を姫氏の国と称したという回答が収録されている。
平安時代末期に成立した『江談抄』によれば、遣唐使の吉備真備が唐の玄宗に謁見した時、解読を命じられた。詩は文がバラバラに書かれていて、まともに読めないようになっていた。真備が困り果てて日本の神仏に祈ると、蜘蛛が落ちてきて、蜘蛛の這った後を追うと、無事読むことができたという。また、現存の前半部分には、野馬台詩に関する部分を欠くが、同じく平安末成立の絵巻物である『吉備大臣入唐絵巻』も、同じ事柄を描くものである。
平安時代後期から、終末論の一種として、天皇は百代で終わるという「百王説」が流布するようになった。鎌倉時代初期成立の慈円の『愚管抄』には、「人代トナリテ神武天皇ノ御後百王トキコユル。スデニノコリスクナク八十四代ニモナリニケル中ニ。保元ノ乱イデキテ後ノコトモ。又世継ガ物ガタリト申物ヲカキツギタル人ナシ。少少アルトカヤウケタマハレドモ。イマダエ見侍ラズ。」、日蓮の『立正安国論』には、「百王未だ窮まらざるに此の世早く衰え」とあり、百王説が説得力を持っていたことがわかる。
南北朝時代には天皇が百代に達した（現在の皇統譜では、後小松天皇で百代。しかし、当時は北朝を正統としており、他にも即位を認められていなかった天皇もいるため、数え方によって数代前後する）。1402年、足利義満は、坊城俊任に「百王」の端緒を問うた。俊任は吉田兼敦に「百字とはただ衆多の数のことで、百の字に数の百という意味はない」と教えてもらったという。『古事記』に「百王（もものきみ）」とあるのは確かに兼敦の解釈で正しいのだが、今谷明は、皇位簒奪を企んだ義満が、『野馬台詩』を念頭に質問したのではないかと推測している。
江戸時代に入ると、野馬台詩のパロディが作られるようになった。幕末には、鯰絵の一種である『野暮台詩』、浦賀への黒船来航を詠んた『野暮代之侍』、南部藩領で起こった日本史上最大規模の領民一揆である三閉伊一揆を詠んだ『南部一揆野馬台詩』などが作られている。『野蛮台詩』、『屁暮台詩』などもある。これらは、『野馬台詩』の伝承に則り、暗号形式で書かれていて、ある規則に従うと、正しく読めるようになっていた。

## 中近世の文献
室町後期の写本
- 『野馬台縁起』 - 東大寺（戒壇院経蔵）蔵（大永2年（1522年））写本
- 『歌行詩』系写本 - 『長恨歌』『琵琶行』『野馬台詩』を合編した写本群、享禄4年（1531年）写の三重大学図書館蔵本が現存最古とされる

江戸期の刊本
- 『歌行詩三部抄』 - 寛文9年（1669年）、京都・山村伝右衛門刊
- 『歌行詩三部首書』 - 延宝3年（1675年）以前刊か
- 『歌行詩諺解』 - 貞享元年（1684年）刊
- 『歌行詩詳解』 - 貞享2年（1685年）刊
- 『野馬台詩国字抄』 - 寛政9年（1797年）刊、文政5年（1822年）再版
- 『野馬台詩余師』 - 天保14年（1843年）刊、『経典余師』シリーズの1冊、弘化3年（1846年）再版

## 詩文
全文は、早くは大永2年（1522年）の東大寺蔵『野馬台縁起』に見られ、その後、江戸時代の文献にも見られる。
| 白文       | 書下し                   | 大意                                             |
| ---------- | ------------------------ | ------------------------------------------------ |
| 東海姫氏國 | 東海姫氏の国             | 東海にある姫氏の国（日本）では                   |
| 百世代天工 | 百世天工に代る           | 百世にわたって天に代わり（人の治める国になった） |
| 右司爲輔翼 | 右司輔翼と為り           | 左右の臣下が国政を補佐し                         |
| 衡主建元功 | 衡主元功を建つ           | 宰相が功績を打ち立てた                           |
| 初興治法事 | 初めに治法の事を興し     | 初めはよく法治の体制を整え                       |
| 終成祭祖宗 | 終に祖宗の祭りを成す     | 後にはよく祖先を祀った                           |
| 本枝周天壤 | 本枝天壌に周く           | 天子と臣下は天地にあまねく                       |
| 君臣定始終 | 君臣始終を定む           | 君臣の秩序はよく定まった                         |
| 谷塡田孫走 | 谷填りて田孫走り         | （しかし、）田が埋もれて貴人が逃げまどい         |
| 魚膾生羽翔 | 魚膾羽を生じて翔ぶ       | なますに突然羽が生えて飛ぶ                       |
| 葛後干戈動 | 葛後干戈動き             | 下克上の時代になった                             |
| 中微子孫昌 | 中微にして子孫昌なり     | 中頃に衰え、身分の低い者の子孫が栄え             |
| 白龍游失水 | 白龍遊びて水を失い       | 白龍は水を失い                                   |
| 窘急寄故城 | 窘急故城に寄る           | 困り果て異民族の城に身を寄せた                   |
| 黄鷄代人食 | 黄鶏人に代わりて食み     | 黄色い鶏が人に代わってものを食べ                 |
| 黑鼠喰牛腸 | 黒鼠牛腸を喰らう         | 黒い鼠が牛の腸を喰らった                         |
| 丹水流盡後 | 丹水流れ尽きて後         | 王宮は衰退し                                     |
| 天命在三公 | 天命三公に在り           | 天命は三公に移った                               |
| 百王流畢竭 | 百王の流れ畢り竭き       | 百王の流れはついに尽きて                         |
| 猿犬稱英雄 | 猿犬英雄を称す           | 猿や犬が英雄を称した                             |
| 星流飛野外 | 星流れて野外に飛び       | 流星が野外に飛び                                 |
| 鐘鼓喧國中 | 鐘鼓国中に喧し           | （戦いを告げる）鐘や鼓が国中に響いた             |
| 靑丘與赤土 | 青丘と赤土と             | 大地は荒れ果て（日本と朝鮮、という解釈もある）   |
| 茫茫遂爲空 | 茫茫として遂に空と為らん | 果てしない世界は無に帰した                       |

## 解釈
予言の例に漏れず、この詩も様々な解釈がされている。たとえば、詩の「猿犬英雄を称す」の下りは、元寇の後で、猿はムクリ（モンゴル）、犬は蛮という解釈がされた。室町時代には、鎌倉公方の足利氏満は申年生まれ、義満は戌年生まれだから、猿や犬とは二人のことであるという解釈がされた。応仁の乱の後、『応仁記』は乱で荒廃した京都の有様を、予言の成就として記録している。また、『応仁記』では、猿は山名宗全、犬は細川勝元に比定している。やはり、それぞれ申年、戌年生まれというのを根拠にしている。

## 近代の様相
1875年（明治8年）に、『吉備大臣支那譚』と題した歌舞伎狂言が、河原座にて上演される。これは、吉備真備の入唐譚を題材とした演目で、蜘蛛が下りて来ることで、野馬台詩が解読される場面をクライマックスとしていた。更に、1931年（昭和6年）には、『野馬台詩解説』なる書物が、真田鶴松という人物によって、郁芳社から出版されている。その解釈は、国粋主義的な色彩を帯びており、末句では、「茫々として空となる」のは中国であって、日本は「緑滴る瑞穂国」にして「東洋蓬莱島の青丘」として厳然と繁栄している、という解釈で結びとしている。また、小峯著書では、1949年（昭和24年）に至っても、京都大学の高瀬武次郎の揮毫した野馬台詩の掛幅を、藤田義男という人物が見て記した序が存在したことが、報告されている。ここでは、「青丘赤土となる」を青山が整地されて飛行場となるさまに比定しており、「茫々として空し」は焦土となった国土そのものである、と述べ、戦中戦後の様である、と記している。